# Фулад (футбольний клуб)
Футбольний клуб Фулад Хузестан або просто «Фулад» (перс. باشگاه فوتبال فولاد خوزستان) — професіональний іранський футбольний клуб з міста Ахваз, зараз команда виступає в Іранській Гульф Про Лізі. Фулад було засновано в 1971 році, власник клубу — Foolad Khuzestan Company. Клуб отримав свою назву через те, що фінансується від коштів промисловості Хузестану.
Клуб двічі вигравав вищий дивізіон іранського чемпіонату, включаючи й перемогу в нижчому дивізіоні, Лізі Азадеган. В сезоні 2004/05 років «Фулад» став переможцем новоствореної Іранської Про Ліги (ІПЛ), набравши 64 очки в 30 матчах, що є найкращим досягненням переможця ліги з 2001 року. Після декількох дуже успішних сезонів здавалося, що з'явилася нова сила в іранському футболі, але через внутрішні проблеми клубу та трансфери він втратив багатьох ключових гравців, через що продемонстрували провальну гру в Лізі чемпіонів АФК 2006 року. По завершенні сезону 2006/07 років «Фулад» вилетів до Ліги Азадеган, другого за чилою чемпіонату Ірану. Однак вже за підсумками наступного сезону клуб здобув право починаючи з сезону 2008/09 років повернутися до Іранської Про Ліги. На даний час «Фулад» — середняк іранського чемпіонату. Вдруге чемпіонаом клуб став у сезоні 2013/14 років.
Домашня форма «Фуладу» складається з футболок та шортів жовто-червоного кольору, а також червоних шкарпеток. Кольори форми клубу взяті з логотипу «Фуладу». Uhlsport — постачальник форми для клубу, а головним спонсором клубу є компанія-власниця команди. За підтримкою вболівальників в Ірані, команда посідає 5-те місце, після Персеполісу, Естеґлалу, Трактора Сазі та Сепахану.

## Історія

### Створення та перші роки існування

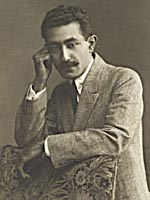
Алі Акбар Давар, засновник та перший президент Foolad Khuzestan Company

Футбольний клуб «Фулад Хузестан» було засновано в 2 березня 1971 року в місті Ахваз Алі Акбар Даваром. тодішнім президентом Foolad Khuzestan Company. Про існування такої команди в той час мало хто навіть здогадувався допоки, в 1996 році не було розпущено «Джонуб» (Ахваз). Фулад став переможцем чемпіонату міста Ахваз в 1991 році, а через два роки вийшов до другого дивізіону чемпіонату провінції Хузестан з футболу.
В своєму дебютному сезоні в цьому турнірі «Фулад» став переможцем першої групи та вийшов до першого дивізіону чемпіонату Хузестану, в якому також у першому ж сезоні стали переможцями. А це означало, що вони отримали можливість вийти до Чемпіонату Провінції Хузестан.

### Дорога до вищих дивізіонів (1995—2001)
Під час другого року свого перебування Другому дивізіоні чемпіонату провінції Хузестан, в 1995 році, вони стали переможцями провінційного чемпіонату. Того ж року «Джонуб» (Ахваз) припинив існування, а «Фулад» посів їх місце в іранському Другому дивізіоні. У 1996 році під керівництвом Хамаюна Шарухі команда вийшла до Ліги Азадеган. Для іранського футболу це був унікальний випадок, коли команда, яка в 1986 році стартувала в 4-му дивізіоні чемпіонату міста Ахваз вийшла до вищого дивізіону національного чемпіонату.

### Ера Франчича (2004—2006)
Після виходу до Ліги Азадеган, керівництво клубу запросило до себе найталановитіших молодих футболістів Ірану. Врешті-решт команду придбав металургійний комбінат Ахвазу, це дозволило, в свою чергу, покращити фінансове становище клубу. В сезоні 2004/05 років команда стала переможницею Іранської Про Ліги, проте через різні причини не змогла проявити себе в Лізі чемпіонів АФК 2006 року. Найзірковіший гравець «Фуладу» був орендований, а по завершенні сезону викуплений представником Про Ліги ОАЕ «Аш-Шабаб»

### ЛЧА та виліт з ІПЛ (2006—2007)
Після доволі посереднього сезону 2005/06 років, сезон 2006/07 років «Фулад» розпочав з колишнім тренером збірної Ірану Мохаммадом Маєлі Когану, проте вже після першої частини сезону через невдалі результати команди був звільнений із займаної посади. Після цього тимчасово обов'язки головного тренера виконував тренер молодіжної команди Ненад Ніколич, після цього головним тренером «Фуладу» було призначено Аугушту Інасіу. Проте це не допомогло, й за підсумками сезону 2006/07 років посів 15-те місце та вилетів до Ліги Азадеган.

### Повернення до Першого дивізіону та роки Джалалі (2007—2012)
Сезон 2007/08 років «Фулад» розпочав у Лізі Азадеган і, незважаючи на лідерство в турнірній таблиці чемпіонату до останніх турів, змушений був грати в плей-оф за право підвищитися в класі. У двоматчевому плей-оф вони зіграли в нічию з «Паям Мешхед», але саме останній клуб вийшов до ІПЛ завдяки голу на виїзді. Через декілька тижнів «Фулад» викупив ліцензію для участі в Іранському Гульф Кубку в «Сепахана» (Новіна). Після цього 3-річний контракт на посаді головного тренера клубу підписав Маджид Джалалі, під його керівництвом того ж сезону команда посіла 7-ме місце.
1 вересня 2009 року, після відставки Масуда Резаеяна, новим президентом клубу було обрано Сейфоллу Дехорді. До цього Дехорді був віце-президентом «Фуладу», а також займав посаду президента Футбольної Асоціації Ахвазу. Після обрання Дехорді, незважаючи на хороші результати, Джалалі залишив клуб. Лука Боначич став новим головним тренером команди, але за наступні 8 турів команда не здобула жодної перемоги, отож керівництво вмовило Джалалі повернутися, під його керівництвом «Фулад» фінішував на 10-му місці. Під час останнього року роботи Джалалі на посаді головного тренера клубу, «Фулад» у національному чемпіонаті фінішував на 14-му місці, продемонструвавши найгірший результат з моменту свого повернення до ІПЛ.

### Успіх у чемпіонаті під керівництвом Фаракі (2012—2014)

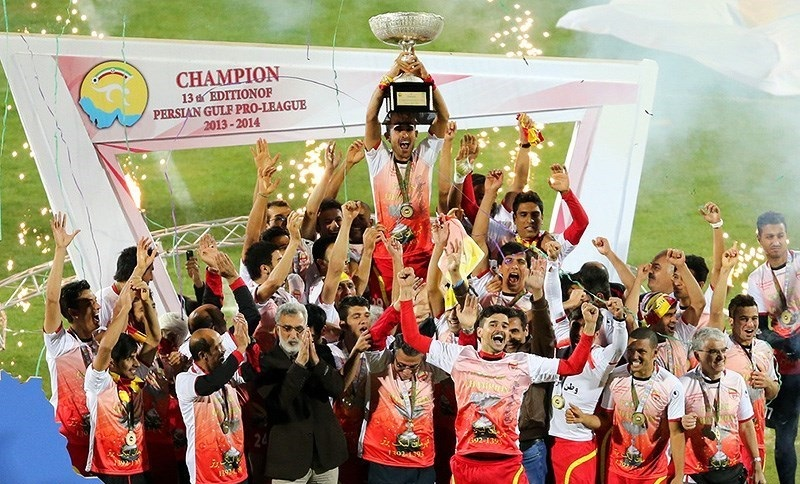
Гравці «Фуладу» святкують своє друге чемпіонство в Іранській Про Лізі в 2014 році.

Після того як контракт Джалалі закінчився, його не було продовжено, натомість новим головним тренером клубу став колишній наставник клубу «Нафт Тегеран» Хоссейн Фаракі. Під його керівництвом в своєму дебютному сезоні «Фулад» посів 4-те місце та здобув путівку до Лігу чемпіонів АФК, вдруге в історії клубу. В сезоні 2013/14 років Фаракі привів «Фулад» до їх другого титулу переможця національного чемпіонату, під його керівництвом команда набрала 57 очок, а в матчі останнього туру чемпіонату переграла «Гостареш Фулад» завдяки єдиному голу Мердада Джамааті на 37-ій хвилині поєдинку. Того сезону вони випередили в турнірній таблиці на 2 очки «Персеполіс». П'ять днів по тому «Фулад» вперше в своїй історії вийшов до 1/8 фіналу Ліги чемпіонів АФК завдяки перемозі над катарським «Аль-Джаїш». Але в наступному раунді «Фулад» поступився іншому представнику Катару «Ас-Садду» через пропущений вдома гол, таким чином, «Фулад» став єдиною командою того розіграшу Ліги чемпіонів, яка не програла жодного матчу. 23 травня 2014 року, незважаючи на прекрасні результати, Фаракі подав у відставку з посади головного тренера клубу через проблеми зі здоров'ям (хворе коліно). Наступного ж дня його на цій посаді замінив Драган Скочич.

## Резервні команди
Фулад Новін — резервна команда «Фуладу», одна з найкращих резерних команді Ірану в цілому. В 2014 році вони вдруге в своїй історії вийшли з Другого дивізіону чемпіонату Ірану до Ліги Азадеган. Фулад Язд не є резервною командою, але він є фактично фарм-клубом «Фуладу», вони також виступають в Лізі Азадеган.

## Досягнення

### Національні
- Іранська Про Ліга:
  -  Чемпіон (2): 2004/05, 2013/14
  -  Бронзовий призер (2): 2001/02, 2003/04

- Кубок Хазфі:
  -  Володар (1): 2020/21
  -  Фіналіст (1): 1993/94

- Суперкубок Ірану:
  -  Володар (1): 2021
  -  Фіналіст (1): 2005

- Ліга Азадеган:
  -  Чемпіон (1): 2007/08

### Регіональні
- Перший дивізіон Ахвазу:
  -  Чемпіон (1): 1996/97

- Другий дивізіон Ахвазу:
  -  Чемпіон (1): 1995/96

## Молодіжна академія
У квітні 1999 року «Фулад» створив власну молодіжну академію, в якій на сьогодні займається понад 400 майбутніх футболістів. Серед вихованців цієї академії варто виокремити Імана Мобалі, Араша Афшина, Бахтіяра Рахмані та Кавеха Резаеї. Разом з Сепаханом вони мають найкращі молодіжні академії в Ірані.

## Логотип, спонсори та постачальники форми

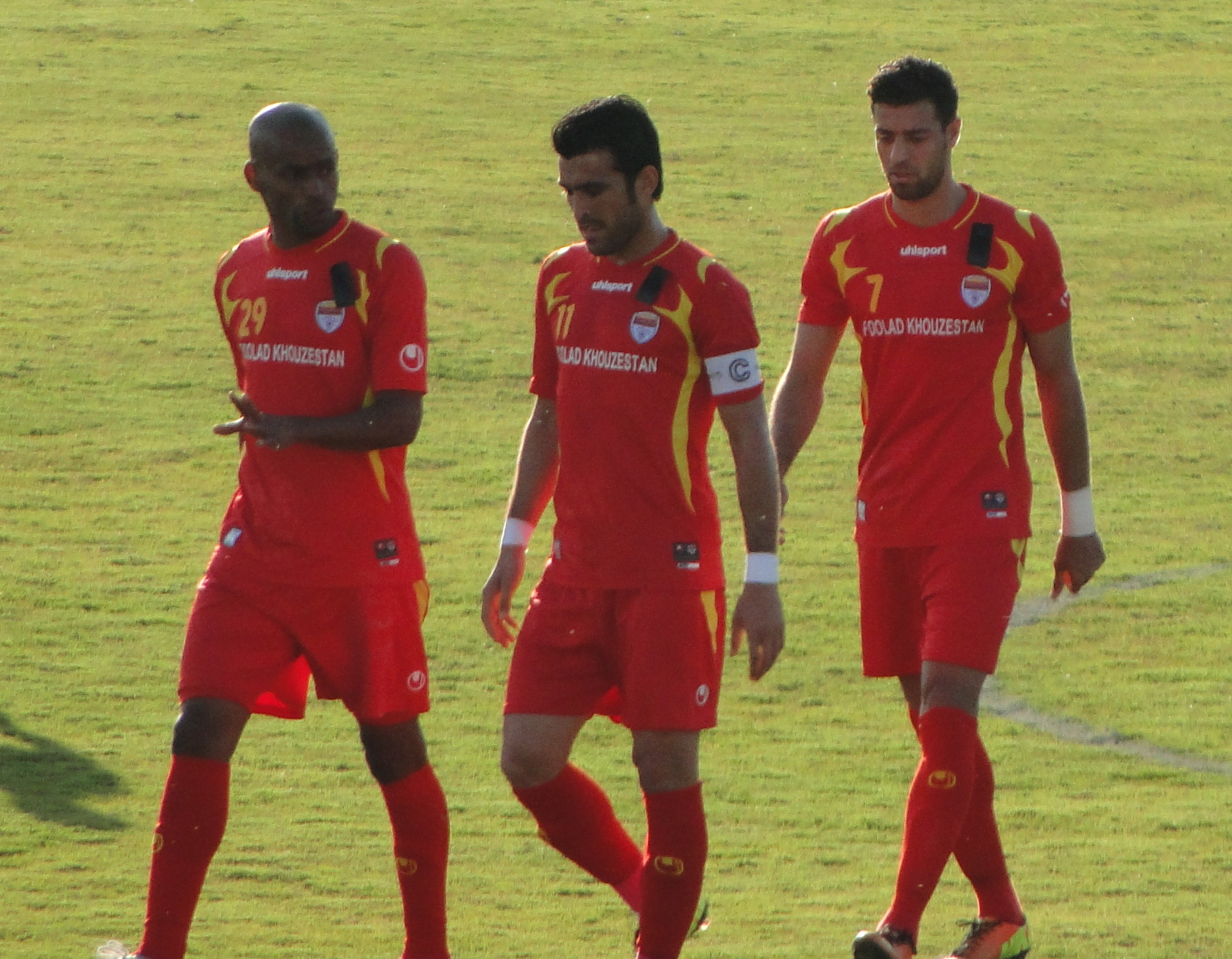
Три гравці «Фуладу» (Араш Афшин, Бахтіяр Рахмані та Лусіану Перейра Мендеш) у футболці клубу на сезон 2012/13 років.

Назва клубу та його логотип є адаптованою версією назви та логотипу команди-засновниці та власниці клубу, Фулад. Логотип клубу символізує зв'язок зі сталеливарним виробництвом. Сам логотип неодноразово зазнавав певних видозмін, але основні елементи завжди залишалися незмінними. На фоні логотипу компанії-власниці клубу, в його нижній частині знаходиться футбольний м'яч. Єдиною суттєвою зміною логотипу клубу була поява назви клубу ФК «Фулад» на ньому. Після завоювання титулу переможця національного чемпіонату Фулад у верхній частині логотипу додав золоту зірку, але Федерація футболу Ірану не затвердила цієї зміни. Отож, на даний час, у верхній частині логотипу, над щитом, зірка відсутня.
Фулад починав виступати в формі червоного, жовтого та чорних кольорів, але замінив жовтий на білий колір з 1999 року. До 2002 року «Фулад» використовував форму виробництва фірми Nike. Пізніше постачальниками форми були Merooj та Daei Sport. Uhlsport зараз постачає спортивне екіпірування клубу, для цього вони використовують форму дизайну минулих років. На даний час команда не має офіційного спонсора, оскільки на передній лицевій частині футболок знаходиться напис з назвою компанії-власниці клубу.
| Роки    | Виробники форми | Спонсори |
| ------- | --------------- | -------- |
| 1985–02 | Немає           | Немає    |
| 2002–06 | Daei Sport      | Немає    |
| 2006–07 | Daei Sport      | Tefal*   |
| 2007–08 | Daei Sport      | Немає    |
| 2008–09 | Merooj          | Немає    |
| 2009–11 | Daei Sport      | Немає    |
| 2011–   | Uhlsport        | Немає    |

- – Tefal була спонсором клубу лише в деяких матчах сезону.

## Стадіон
З 2012 року клуб грає свої домашні матчі в північній частині Ахвазу на стадіоні «Гадір», який вміщує 38 900 уболівальників. До цього команда проводила свої домашні поєдинки на стадіоні «Тахті». В 2017 році клуб планує переїхати на новозбудований стадіон «Новий Фулад», який буде вміщувати 27 501 глядача. Напевно, це буде найсучасніший футбольний стадіон в Ірані.

## Принципові протистояння
Найпринциповішим суперником «Фуладу» є «Естеґлал Хузестан», ці матчі отримали назву Ахвазьке дербі, оскільки обидва клуби представляють місто Ахваз. Обидва клуби грають один з одним двічі на рік. Перший матч між цими суперниками відбувся в сезоні 2013/14 років, в якому «Естеґлал Хузестан» поступився «Фуладу».
Ахвазьке дербі стало принциповішим після того, як «Естеґлал Хузестан» фінішував у верхній частині турнірної таблиці, чим здивував багато клубів, в тому числі й «Фулад». Після цього багато фанів Фулада переживали, що їх улюбленці стали другою командою Ахвазу, з цього моменту це протистояння стало найпринциповішим для вболівальників обох клубів.

## Статистика виступів
Нижче в таблиці подано статистика виступів клубу з 1997 року.
| Рік     | Дивізіон                | Місце | Кубок       | ЛЧА               | Примітки   |
| 1997/98 | Ліга Азадеган           | 10-те | Не стартвав | Не кваліфікувався |            |
| 1998/99 | Ліга Азадеган           | 7-ме  |             | Не кваліфікувався |            |
| 1999/00 | Ліга Азадеган           | 10-те |             | Не кваліфікувався |            |
| 2000/01 | Ліга Азадеган           | 8-ме  | 1/8 фіналу  | Не кваліфікувався |            |
| 2001/02 | Про Ліга                | 3-тє  | 1/4 фіналу  | Не кваліфікувався |            |
| 2002/03 | Про Ліга                | 7-ме  |             | Не кваліфікувався |            |
| 2003/04 | Про Ліга                | 3-тє  | 1/8 фіналу  | Не кваліфікувався |            |
| 2004/05 | Про Ліга                | 1-ше  |             | Не кваліфікувався |            |
| 2005/06 | Про Ліга                | 8-ме  | 1/16 фіналу | Перший раунд      |            |
| 2006/07 | Кубок Гульф Ірану       | 15-те | 1/8 фіналу  | Не кваліфікувався | Вибування  |
| 2007/08 | Ліга Азадеган           | 1-ше  | 1/2 фіналу  | Не кваліфікувався | Підвищення |
| 2008/09 | Гульф Кубок Ірану       | 7-ме  | 1/4 фіналу  | Не кваліфікувався |            |
| 2009/10 | Гульф Кубок Ірану       | 10-те | 1/16 фіналу | Не кваліфікувався |            |
| 2010/11 | Гульф Кубок Ірану       | 6-те  | 1/2 фіналу  | Не кваліфікувався |            |
| 2011/12 | Гульф Кубок Ірану       | 14-те | 1/4 фіналу  | Не кваліфікувався |            |
| 2012/13 | Гульф Кубок Ірану       | 4-те  | 1/16 фіналу | Не кваліфікувався |            |
| 2013/14 | Гульф Кубок Ірану       | 1-ше  | 1/2 фіналу  | 1/16 фіналу       |            |
| 2014/15 | Іранська Гульф Про Ліга | 5-те  | 1/32 фіналу | Груповий етап     |            |
| 2015/16 | Іранська Гульф Про Ліга | 12-те | 1/16 фіналу | Не кваліфікувався |            |

## Склад команди

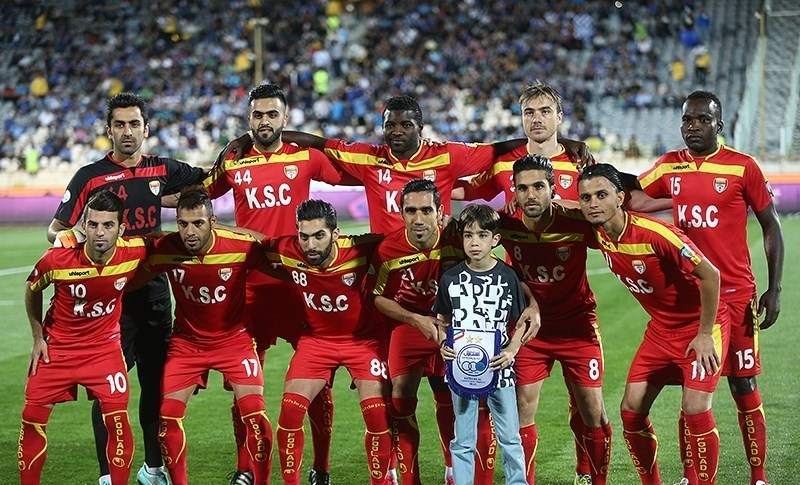
Гравці Фуладу напередодні матчу з Естеґлалем, 22 квітня 2016 року

Станом на 20 серпня 2016 року

| №  | Поз. | Нац.    | Гравець              |
| -- | ---- | ------- | -------------------- |
| 1  | ВР   | Іран    | Мердад Тамасбі       |
| 2  | ЗХ   | Іран    | Моджтаба Наджжарян   |
| 3  | НП   | Іран    | Сасан Ансарі         |
| 4  | ЗХ   | Іран    | Аюб Валі             |
| 5  | ЗХ   | Іран    | Мохаммад Але Шахе    |
| 6  | ЗХ   | Іран    | Абдолла Карімі       |
| 8  | ПЗ   | Іран    | Хамід Бу Хамдан      |
| 10 | НП   | Іран    | Імаїл Шаріфат        |
| 11 | ПЗ   | Іран    | Акбар Імані          |
| 14 | ПЗ   | Іран    | Валід Мішайзаде      |
| 15 | ПЗ   | Камерун | Матіас Чаго          |
| 16 | ЗХ   | Іран    | Аріф Агасі U-21      |
| 17 | ПЗ   | Іран    | Мілад Пакпарвар U-23 |
| 18 | ПЗ   | Іран    | Сіна Моріді U-21     |
| 20 | ПЗ   | Іран    | Ахмад Абдоллахзаде   |

| №  | Поз. | Нац. | Гравець               |
| -- | ---- | ---- | --------------------- |
| 21 | НП   | Іран | Барам Рашиді Фаррукі  |
| 22 | ВР   | Іран | Есан Морадян U-23     |
| 24 | ЗХ   | Іран | Мердад Джамааті       |
| 26 | НП   | Іран | Баман Джагантіг U-23  |
| 27 | ЗХ   | Іран | Реза Ахмаді           |
| 29 | ПЗ   | Іран | Алі Сіна Раббані      |
| 31 | ВР   | Іран | Фарзад Таєбіпур U-21  |
| 32 | ПЗ   | Іран | Хаді Хабібнеджад U-21 |
| 40 | ЗХ   | Іран | Юсеф Вакія U-23       |
| 70 | НП   | Іран | Мілад Бедрагі         |
| 77 | ЗХ   | Іран | Абдолла Нассері       |
| 88 | ПЗ   | Іран | Махмуд Мотлагзаде U23 |
| 99 | ВР   | Іран | Вахід Талеблу         |

### Орендовані
| № | Поз. | Нац. | Гравець                                                       |
| - | ---- | ---- | ------------------------------------------------------------- |
| — | ЗХ   | Іран | Соруш Саїді (в оренді в «Файр Сепасі» до 30 червня 2017 року) |
| — | ЗХ   | Іран | Реза Мораді (в оренді в «Файр Сепасі» до 30 червня 2017 року) |
| — | ПЗ   | Іран | Шахаб Карамі (в оренді в «Малавані» до 30 червня 2017 року)   |

| № | Поз. | Нац. | Гравець                                                                         |
| - | ---- | ---- | ------------------------------------------------------------------------------- |
| — | ПЗ   | Іран | Мейсам Шах Макавандзаде (в оренді в «Могавемат Тегеран» до 30 червня 2017 року) |
| — | ПЗ   | Іран | Мостафа Магі (в оренді в «Файр Сепасі» до 30 червня 2017 року)                  |

### Закріплені номери
12 – 12-ий гравець (футбольні уболівальники) 

## Технічний персонал

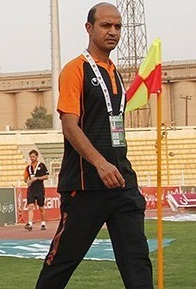
Наїм Саадаві, теперішній головний тренер клубу.

### Тренерський штаб
| Ім'я                     | Посада              |
| ------------------------ | ------------------- |
| Головний тренер          | Наїм Саадаві        |
| Тренер першої команди    | Голамреза Багабаді  |
| Асистент тренера         | Муса Саварі         |
| Асистент тренера         | Азіз Фарісат        |
| Тренер воротарів         | Джаханбахш Дарабпур |
| Тренер з фіз. підготовки | -                   |
| Лікар команди            | Акбар Мораді        |
| Тренер другої команди    | Ненад Ніколич       |
| Менеджер команди         | Хоссейн Ібнегасім   |

- Останнє поновлення: 25 травня 2016 року
- Джерело: Тренерський штаб

### Керівництво клубу
| Посада                       | Ім'я                    |
| ---------------------------- | ----------------------- |
| Президент                    | Аліреза Адждарізаде     |
| Почесний президент           | Масуд Разаеян           |
| 1-ий віце-президент          | Мохаммад Алі Фархадзаде |
| 2-ий віце-президент          | Алі Селімі              |
| Секретар Ради Директорів     | Мохаммад Алі Хазарі     |
| Директор соціальної політики | Мохаммад Разаеї         |

- Останнє поновлення: 15 червня 2015 року
- Джерело: Рада Директорів

## Відомі гравці

### Гравці клубу на міжнародних континентальних турнірах
| Азійські ігри 2002 - Ях'я Голмохаммаді - Джалал Камелі-Мофрад - Іман Мобалі - Алі Бадаві - Ібрагім Мірзапур | Кубок Азії з футболу 2004 - Хоссейн Каєбі - Джалал Камелі-Мофрад - Іман Мобалі - Алі Бадаві - Ібрагім Мірзапур - Мохаммад Алаві | Чемпіонат світу з футболу 2006 - Хоссейн Каєбі - Ібрагім Мірзапур |

| Азійські ігри 2006 - Пежман Монтазері - Адель Колакай | Азійські ігри 2010 - Араш Афшин | Кубок Азії з футболу 2011 - Араш Афшин - Реза Нурузі |

| Чемпіонат світу з футболу 2014 - Бахтіяр Рахмані | Азійські ігри 2014 - Юсеф Вакія | Кубок Азії з футболу 2015 - Суруш Рафіеї |

## Відомі тренери
| Ім'я                 | Національність | З    | До   | Іг    | В     | Н     | П     | ЗМ    | ПМ    | %Перемог | Нагороди            | Примітки |
| -------------------- | -------------- | ---- | ---- | ----- | ----- | ----- | ----- | ----- | ----- | -------- | ------------------- | -------- |
| Хамаюн Шарухінеджад  | Іран           | 1996 | 1997 | (n/a) | (n/a) | (n/a) | (n/a) | (n/a) | (n/a) | (n/a)    |                     |          |
| Лефте Себарадаран    | Іран           | 1997 | 1998 | (n/a) | (n/a) | (n/a) | (n/a) | (n/a) | (n/a) | (n/a)    |                     |          |
| Маджид Багенірія     | Іран           | 1998 | 1999 | (n/a) | (n/a) | (n/a) | (n/a) | (n/a) | (n/a) | (n/a)    |                     |          |
| Винко Бегович        | Хорватія       | 1999 | 2003 | (n/a) | (n/a) | (n/a) | (n/a) | (n/a) | (n/a) | (n/a)    |                     |          |
| Лука Боначич         | Хорватія       | 2003 | 2004 | (n/a) | (n/a) | (n/a) | (n/a) | (n/a) | (n/a) | (n/a)    |                     |          |
| Младен Франчич       | Хорватія       | 2004 | 2006 | (n/a) | (n/a) | (n/a) | (n/a) | (n/a) | (n/a) | (n/a)    | 1 Іранська Про Ліга |          |
| Ненад Ніколич        | Хорватія       | 2006 | 2006 | (n/a) | (n/a) | (n/a) | (n/a) | (n/a) | (n/a) | (n/a)    |                     |          |
| Мохаммад Маєлі Коган | Іран           | 2006 | 2007 | (n/a) | (n/a) | (n/a) | (n/a) | (n/a) | (n/a) | (n/a)    |                     |          |
| Абдоллах Вейсі       | Іран           | 2007 | 2007 | (n/a) | (n/a) | (n/a) | (n/a) | (n/a) | (n/a) | (n/a)    |                     |          |
| Ненад Ніколич        | Хорватія       | 2007 | 2007 | (n/a) | (n/a) | (n/a) | (n/a) | (n/a) | (n/a) | (n/a)    |                     |          |
| Маджид Джалалі       | Іран           | 2007 | 2007 | (n/a) | (n/a) | (n/a) | (n/a) | (n/a) | (n/a) | (n/a)    |                     |          |
| Аугушту Інасіу       | Португалія     | 2007 | 2008 | (n/a) | (n/a) | (n/a) | (n/a) | (n/a) | (n/a) | (n/a)    | 1 Ліга Азадеган     |          |
| Гільєрме Фарінья     | Португалія     | 2008 | 2008 | (n/a) | (n/a) | (n/a) | (n/a) | (n/a) | (n/a) | (n/a)    |                     |          |
| Маджид Джалалі       | Іран           | 2008 | 2009 | (n/a) | (n/a) | (n/a) | (n/a) | (n/a) | (n/a) | (n/a)    |                     |          |
| Лука Боначич         | Хорватія       | 2009 | 2009 | (n/a) | (n/a) | (n/a) | (n/a) | (n/a) | (n/a) | (n/a)    |                     |          |
| Маджид Джалалі       | Іран           | 2009 | 2012 | (n/a) | (n/a) | (n/a) | (n/a) | (n/a) | (n/a) | (n/a)    |                     |          |
| Хоссейн Фаракі       | Іран           | 2012 | 2014 | (n/a) | (n/a) | (n/a) | (n/a) | (n/a) | (n/a) | (n/a)    | 1 Іранська Про Ліга |          |
| Драган Скочич        | Хорватія       | 2014 | 2016 | (n/a) | (n/a) | (n/a) | (n/a) | (n/a) | (n/a) | (n/a)    |                     |          |
| Наїм Саадаві         | Іран           | 2016 |      | (n/a) | (n/a) | (n/a) | (n/a) | (n/a) | (n/a) | (n/a)    |                     |          |